# Pro Natura

Logo von Pro Natura

Pro Natura – früher Schweizerischer Bund für Naturschutz (SBN) (französisch: Ligue Suisse pour la Protection de la Nature (LSPN), italienisch: Lega svizzera per la protezione della natura, rätoromanisch: Lia svizra per la protecziun de la natira) – ist ein Schweizer Verein und die älteste Naturschutzorganisation des Landes mit Sitz in Basel und Champ-Pittet (Kanton Waadt). Die Organisation setzte sich zum Ziel, gefährdete Pflanzen und Wildtiere zu schützen und in noch ungestörten Naturlandschaften der Schweiz Naturschutzgebiete zu errichten. Bis heute haben der nationale Verein und die später gegründeten kantonalen Sektionen etwa 800 Schutzgebiete in allen Landesteilen realisiert, und sie engagieren sich darüber hinaus auch mit Öffentlichkeitsarbeit und politischen Aktionen für die Förderung und Erhaltung der Tier- und Pflanzenwelt. Pro Natura gehört zu den Gründerorganisationen der Weltnaturschutzunion IUCN.

## Geschichte

Pierre des Marmettes

Im Jahr 1906 schufen Vertreter der Schweizerischen Naturforschenden Gesellschaft (heute: Akademie der Naturwissenschaften Schweiz) die Schweizerische Naturschutzkommission (SNK), die 1909 in Basel den Schweizerischen Bund für Naturschutz (SBN) – seit 1977 Pro Natura – gründeten. Der erste Präsident der Schweizerischen Naturschutzkommission und danach des SBN war bis 1922 der Basler Zoologe Paul Sarasin. Noch bis 1938 war die Schweizerische Naturschutzkommission aktiv, zuletzt unter der Leitung des Basler Botanikers Wilhelm Vischer.
Zunächst setzte sich der Schweizerische Bund für Naturschutz vor allem für den Schutz von Pflanzen, die durch das massenhafte Sammeln gefährdet waren, und für ausgewählte Naturobjekte ein. Wie schon im 19. Jahrhundert war der Schutz von Findlingen als Zeugnisse der Schweizer Landschaftsgeschichte ein dringendes Anliegen. Der Kauf des Findlings Pierre des Marmettes in Monthey im Kanton Wallis durch die Schweizerische Naturforschenden Gesellschaft gilt als erstes konkretes Schutzprojekt der Organisation. Der SBN nahm zudem, wiederum auf Initiative von Paul Sarasin, die Idee zur Gründung eines Nationalparks in der Schweiz auf, der 1913 durch einen Vertrag mit der Bündner Gemeinde Zernez eingerichtet wurde. Die Naturschutzpioniere wollten Reliktgebiete in der von Industrialisierung und Fremdenverkehr bedrängten Landschaft sichern.
1910 beteiligte sich der SBN an der Trägerschaft des kurz zuvor eingerichteten Schutzgebiets Scatlè in der Gemeinde Breil/Brigels, Kanton Graubünden. Dort war kurz zuvor ein grosser Bergwald im Frisaltal gemäss einer Initiative des Schweizerischen Forstvereins und des Bündner Försters und Politikers Johann Joseph Huonder ein erstes Naturwaldreservat entstanden. Das Gebiet gehört zu den ältesten Schutzgebieten von Pro Natura.
1911 schuf der SBN im Moorgebiet Mouille de la Vraconnaz im Waadtländer Jura sein erstes eigenes Schutzgebiet. Die Berglandschaft mit einer ausgedehnten Hochmoorfläche in der Gemeinde Sainte-Croix umfasst auch ein Waldreservat und ist heute als Moorlandschaften von besonderer Schönheit und von nationaler Bedeutung eingestuft. Es wird heute vom 1956 gegründeten Verein Pro Natura Vaud betreut.
Wegen des anfänglich auf einen Schweizer Franken festgesetzten Mitgliederbeitrags nannte man den SBN im Volksmund manchmal auch Fränkli-Verein. Noch heute zahlt Pro Natura pro Mitglied einen Franken an den Betrieb des Schweizerischen Nationalparks im Engadin. Die Sicherung und Pflege von Naturschutzgebieten blieb eine Kerntätigkeit von Pro Natura. Bis 2023 ist ein Netz von über 750 Naturschutzgebieten in der ganzen Schweiz entstanden. Dieses umfasst eine Gesamtfläche von über 250 Quadratkilometern (Stand 2023).

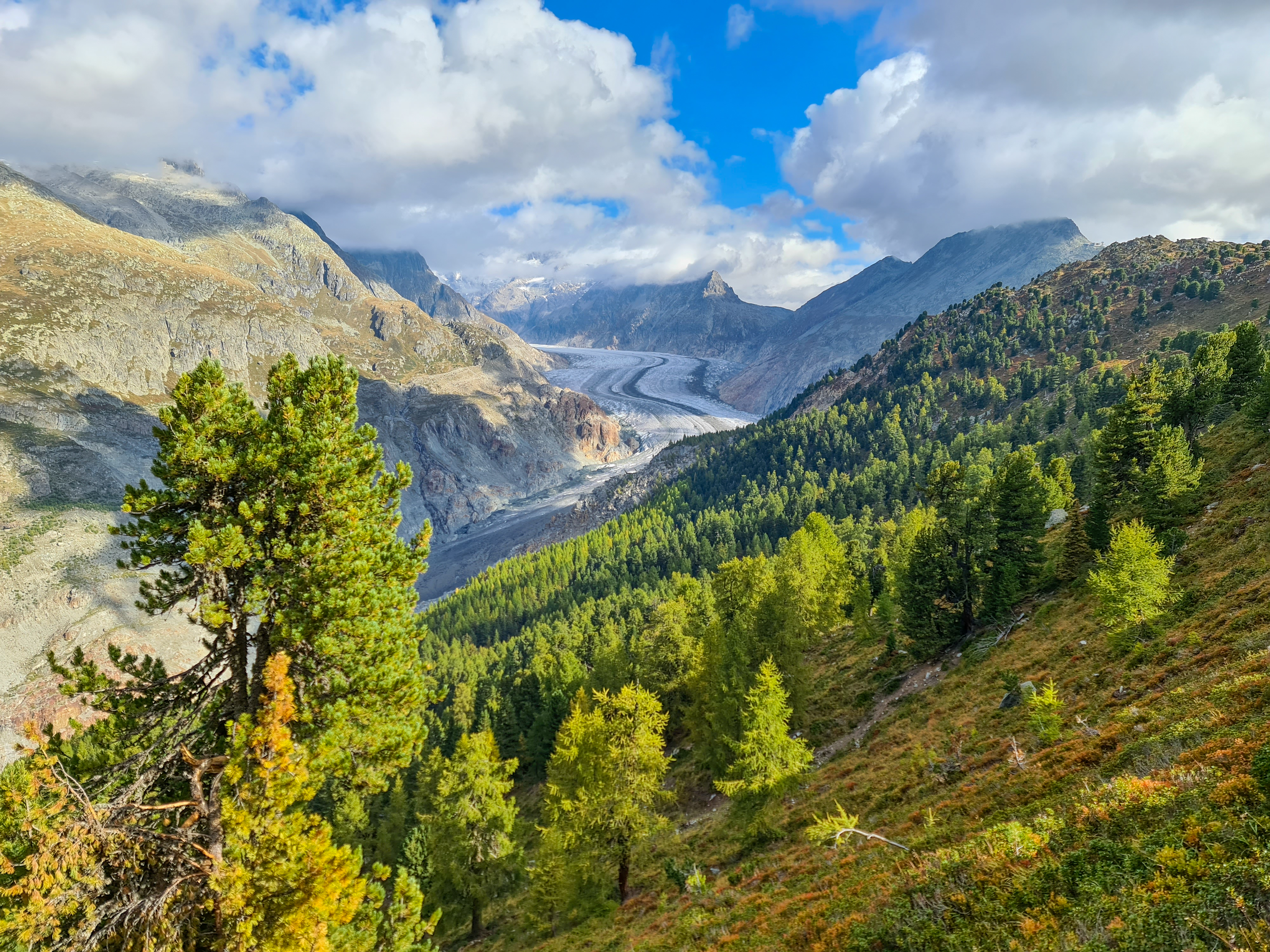
Der Aletschwald im Kanton Wallis

Als seit den 1950er Jahren der Siedlungsdruck und grosse Infrastrukturprojekte viele Landschaften immer mehr beeinträchtigten, bildeten die in den Kantonen tätigen Naturschützer regionale Sektionen des Schweizerischen Bundes für Naturschutz. 1954 wurde als einer der ersten Teilvereine der Aargauische Bund für Naturschutz gegründet. Die kantonalen Sektionen von Pro Natura betreuen den wachsenden Bestand an Schutzgebieten in den Kantonen und führen, in einigen Fällen zusammen mit anderen Naturschutzorganisationen wie zum Beispiel BirdLife Schweiz, in bedeutenden Schutzgebieten über ein Dutzend Naturschutzzentren, wo die Öffentlichkeit über die Besonderheiten der geschützten Biotope informiert wird. 1978 publizierte der SBN ein einheitliches System für die Markierung der Naturschutzgebiete.

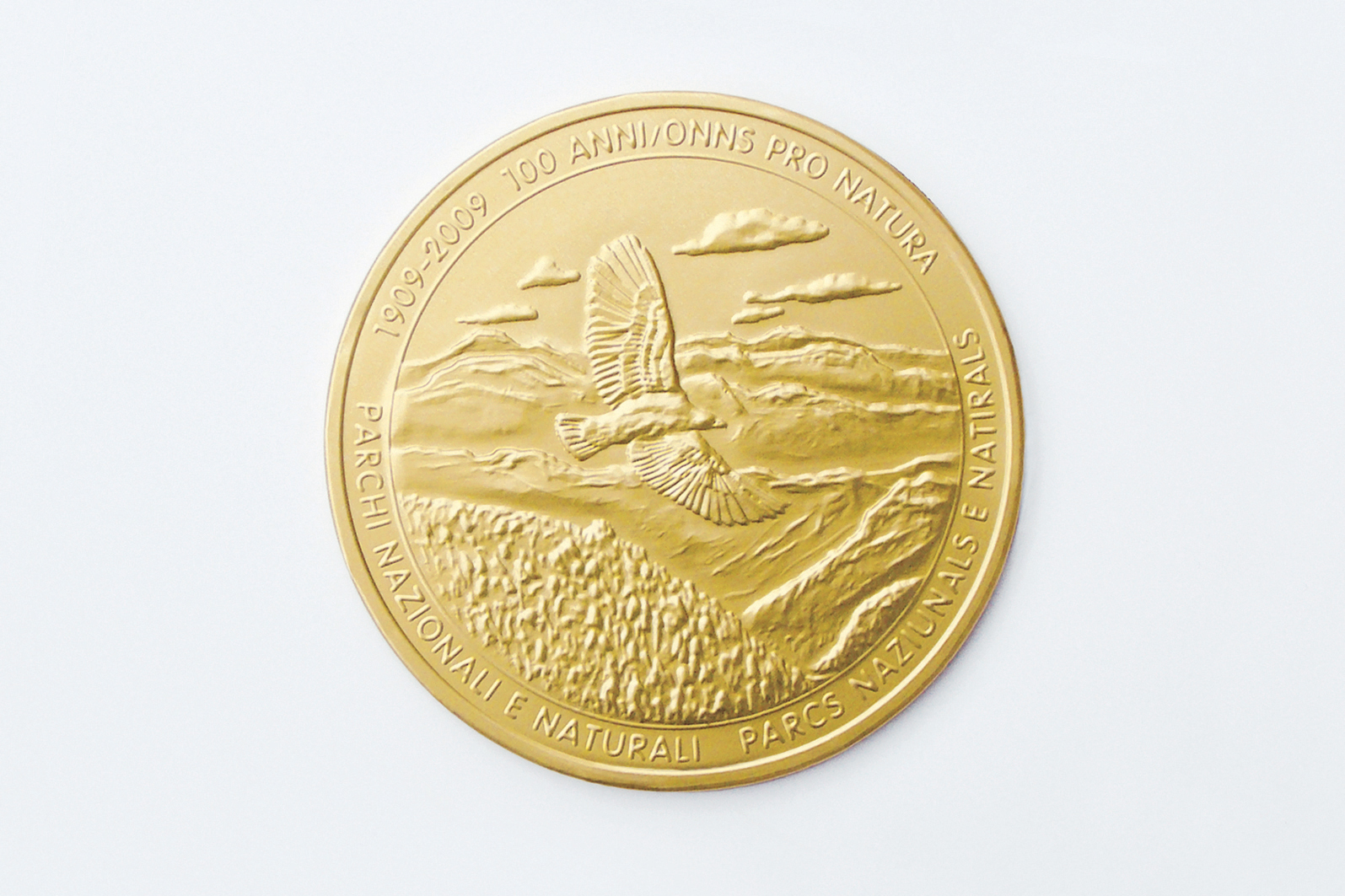
«Schoggitaler» mit Umschrift «1909–2009 100 Anni/Onns Pro natura»

Der SBN und später Pro Natura setzte sich auf nationaler Ebene für den Schutz der Natur und von gefährdeten Landschaften ein. 1933 gelang es dem Naturschutzbund, zusammen mit der Regierung des Kantons Wallis den Aletschwald über der Zunge des Grossen Aletschgletscher als Naturdenkmal auszuweisen. Um den bedeutenden Urwald mit vielen alten Arven als Habitat und forstliches Studienobjekt zu sichern, verpflichtete sich der SBN dazu, für die Gemeinde Ried-Mörel neue Wasserleitungen anzulegen. Der Ertrag aus dem Verkauf der 1946 eingeführten «Schoggitaler» machte es möglich, den Silsersee im Engadin vor der Nutzung durch ein Wasserkraftwerk zu retten.
Die nationale Organisation führt die zwei Pro-Natura-Zentren in Champ-Pittet (Kanton Waadt) und im Aletsch (Riederalp, Kanton Wallis). 1973 verkaufte die letzte Privatbesitzerin die Villa Cassel auf der Riederalp dem Schweizer Bund für Naturschutz, der das herrschaftliche Haus auf einer Anhöhe über dem Grossen Aletschgletscher bis 1979 zu einem Bildungszentrum für hochalpine Ökologie umbaute.
Pro Natura ist eine Gründungsorganisation der Weltnaturschutzunion IUCN, die auf den «Roten Listen» global die Gefährdung von Tier- und Pflanzenarten erfasst. Dank Pro Natura verfügt die Schweiz über ein Inventar der Landschaften und Naturdenkmäler von besonderer Schönheit und nationaler Bedeutung, das sogenannte BLN-Inventar. Politisch bewirkte Pro Natura die Schaffung von Rechtsgrundlagen für Pärke von nationaler Bedeutung (2007). In zahlreichen praktischen Projekten sicherte Pro Natura Lebensräume für bedrohte Tier- und Pflanzenarten inner- und ausserhalb von Schutzgebieten. Schliesslich trägt sie durch die Nutzung des Verbandsbeschwerderechtes erfolgreich dazu bei, dass die geltenden Naturschutzgesetze besser respektiert werden. So konnte zum Beispiel der Bau von Autobahnen durch die Schilflandschaft der Grande Cariçaie am Neuenburgersee und durch die Rheinauen bei Rhäzüns verhindert werden.
Die erste offen politische Aktion des SBN war der Widerstand gegen das Rheinau-Wasserkraftwerk, motiviert durch Naturschutz-Erwägungen. Im Januar 1952 mobilisierte er 12'000 Personen zu einer Demonstration dagegen, was für die Schweiz umweltpolitisch gesehen ein Novum darstellte. Allerdings wurde das Kraftwerk 1957, nach einer befürwortenden Volksabstimmung, dennoch in Betrieb genommen.
Die Stellung des SBN zu der in den 1950er Jahren in der Schweiz eingeführten Technik der Kernenergie war anfänglich ambivalent. Einerseits erhoffte sich der Landschaftsschutz durch die vergleichsweise leistungsstarken Atomkraftwerke eine Entlastung von Natur und Landschaft vor Eingriffen durch viele geplante Wasserkraftwerke. So erhob etwa die Solothurner Sektion zwar eine Einsprache gegen das Kernkraftwerk Gösgen, aber nicht wegen einer Grundsatz-Opposition, sondern nur mit dem Hinweis auf den aus ihrer Sicht ungeeigneten Standort. Und im Vordergrund standen nicht die Risiken der radioaktiven Strahlung, sondern der Landschaftsschutz. Als Minimalforderung verlangte die Sektion, allerdings erfolglos, die Bemalung des auffälligen Kühlturms mit Wolken, um seine optische Wirkung abzumildern. Gegen das später nicht realisierte Projekt eines Atomkraftwerks in Rüthi (SG) monierte die Rheintaler Sektion, Atomkraftwerke sollten in der Nähe grosser Siedlungszentren mit einem hohen Stromverbrauch statt in Randregionen mit einer gut erhaltenen Naturlandschaft stehen. 1974 griff der SBN das Anliegen des Umweltschutzes auf und warnte unter anderem auch vor dem Risiko durch die Freisetzung von Radioaktivität in einem Störungsfall. Inzwischen setzt sich Pro Natura als Mitglied der Umweltallianz für eine naturverträgliche Energiewende ohne Atomstrom ein.

## Organisation
Pro Natura ist als gemeinnütziger, ZEWO-zertifizierter Verein parteipolitisch neutral und unabhängig. Als private und gemeinnützige Organisation ist sie auf Mitgliederbeiträge und Spenden angewiesen; sie zählt über 170'000 Mitglieder und rund 25'000 Gönner. Mit ihren 23 kantonalen Sektionen ist sie regional, mit dem Zentralverband national, als Schweizer Mitglied im Netzwerk von Friends of the Earth und Gründungsmitglied der IUCN (The World Conservation Union) international verankert. Der Zentralverband hat einen Umsatz von ca. 30 Mio. Franken jährlich und beschäftigt rund 100 Mitarbeitende. Geschäftsleiter ist Urs Leugger-Eggimann.

### Präsidenten und Präsidentinnen
Der Verein Schweizerischer Bund für Naturschutz, seit 1977 Pro Natura, wurde in der Anfangszeit vom Präsidenten der Schweizerischen Naturschutzkommission geführt, der von der Schweizerischen Naturforschenden Gesellschaft eingesetzt war. Später wählte der SBN die Vereinsvorsitzenden selbständig. Mit der Entstehung von Kantonalsektionen ab den 1950er Jahren führen die vom Delegiertenrat gewählten Personen den Zentralvorstand, während die kantonalen Vereine wiederum eigene Verwaltungen einsetzen.
1913–1922: Paul Sarasin (1856–1929)

1922–1931: Adolf Nadig (1877–1960)

1931–1936: Eduard Tenger (1883–1961)

1936–1940: Albert Pfaehler (1877–1941)

1940–1953: Charles Jean Bernard (1876–1967); er war zudem von 1948 bis 1954 der erste Präsident der Internationalen Union für den Schutz der Natur (IUPN)

1953–1956: Arther Uehlinger (1896–1983)

1957–1960: Alfred Gübeli (1885–1972)

1960–1969: Jakob Bächtold (1905–1993)

1969–1984: Willy A. Plattner

1984–1994: Jacques Morier-Genoud (* 1934)

1994–2002: Martin Bosch

2002–2018: Silva Semadeni

seit 2018: Ursula Schneider Schüttel

## Zweck

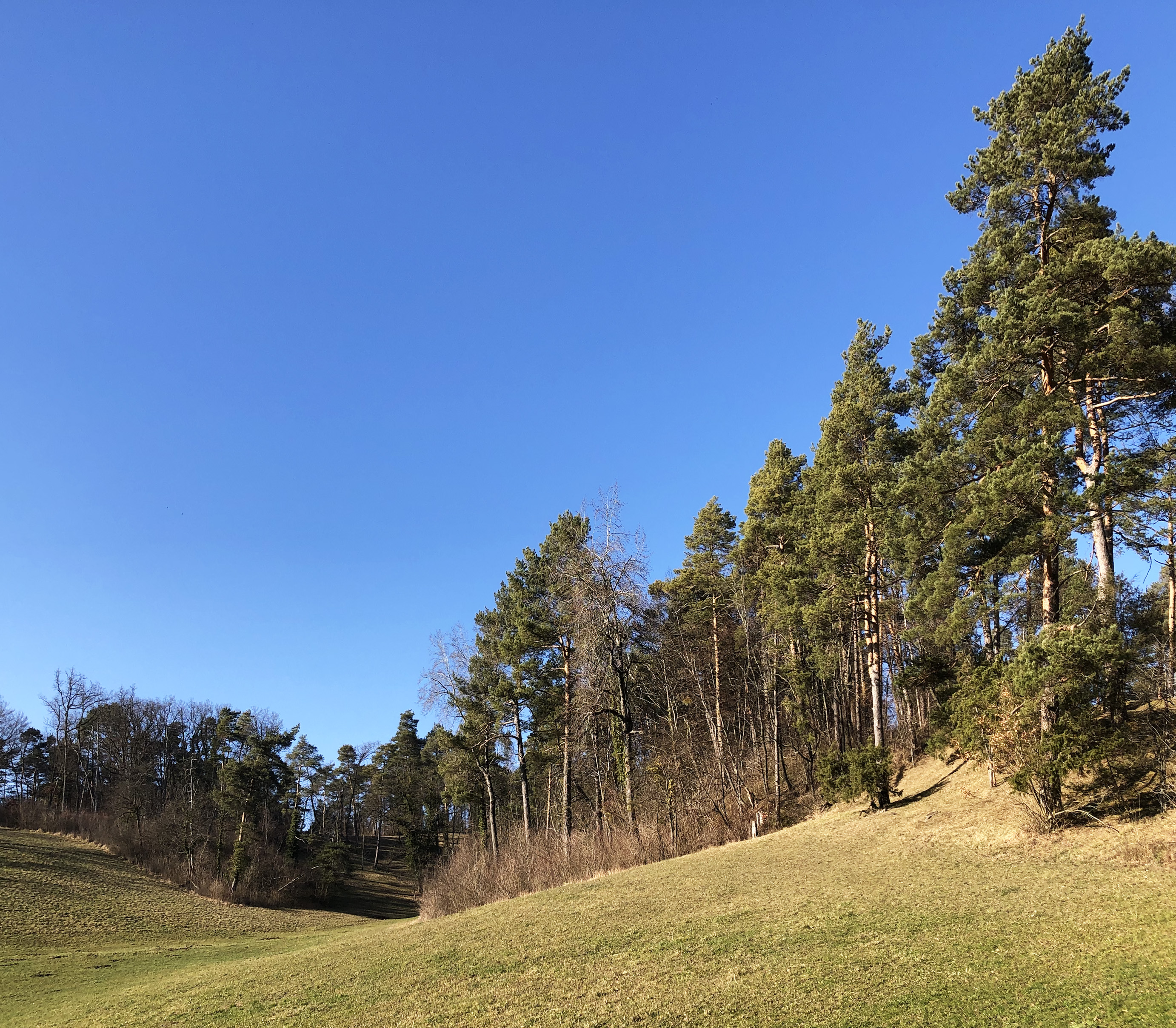
Schutzgebiet «Chilpe» im Kanton Basel-Landschaft

Pro Natura hat sich folgende Ziele gesetzt:
- Sie will geeignete Flächen langfristig für die Natur sichern, sei es durch gesetzliche, öffentlich-rechtliche, privatrechtliche Massnahmen oder den Erwerb von Grundbesitz. Sie möchte sicherstellen, dass diese Flächen zielgerichtet betreut werden und zur ökologischen Infrastruktur beitragen können.
- Sie strebt danach, die führende Stimme für die Förderung und den Schutz der Biodiversität zu sein, Debatten in der Öffentlichkeit zu beeinflussen und in den Diskursen zum Thema Biodiversität eine prominente Rolle zu spielen.
- Sie weckt und fördert das Interesse von Kindern, Jugendlichen und Erwachsenen für die Natur. Gemeinsam mit vielen Menschen entwickelt Pro Natura Kompetenzen, um sich fachkundig, verantwortungsvoll und motiviert für mehr Biodiversität zu engagieren.
- Sie zeigt, wie Gesellschaft und Wirtschaft verändert werden müssen, um die natürlichen Lebensgrundlagen zu sichern. Sie überzeugt die Menschen von einer suffizienten Lebensweise und zeigt deren Nutzen für Mensch, Natur und Gesellschaft klar auf. Zusammenhänge zwischen Wachstumszwang, Lebensstil und Naturzerstörung werden aufgezeigt.

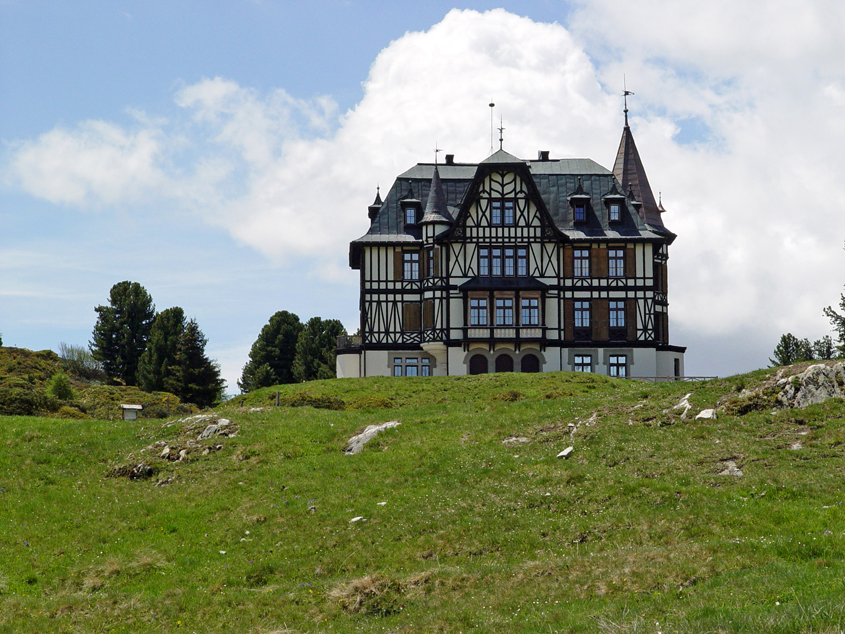
Pro-Natura-Naturschutzzentrum Aletsch

Um ihre Ziele zu erreichen, setzt Pro Natura vier Instrumente ein:
- Mit politischem Naturschutz verbessert sie die Rahmenbedingungen «für mehr Natur – überall!». Sie vertritt die Interessen der Natur und bringt öffentliche Gemeinwesen, Verbände, Unternehmen und Private dazu, auf die Erreichung der Ziele hin zu arbeiten, die auch für Pro Natura gelten.
- Mit praktischem Naturschutz ist sie selber in der Natur aktiv. Sie plant, realisiert und fördert Projekte in genutzten und ungenutzten Landschaften, für gefährdete Arten und naturnahe Nutzungen.
- Mit Umweltbildung, Kursen, Exkursionen und andern Aktivitäten begeistert sie junge und erwachsene Menschen so für die Natur, dass sie ihr gegenüber Verantwortungsbewusstsein entwickeln und sich für dieselben Ziele einsetzen wie Pro Natura. So gehören über 30 Jugendnaturschutzgruppen zu Pro Natura, und die Organisation bietet Umweltbildungsangebote für Schulen.
- Mit verschiedenen Kommunikationsmitteln macht sie möglichst viele Menschen mit ihren Zielen vertraut und sensibilisiert sie für deren Umsetzung.

## Tätigkeit

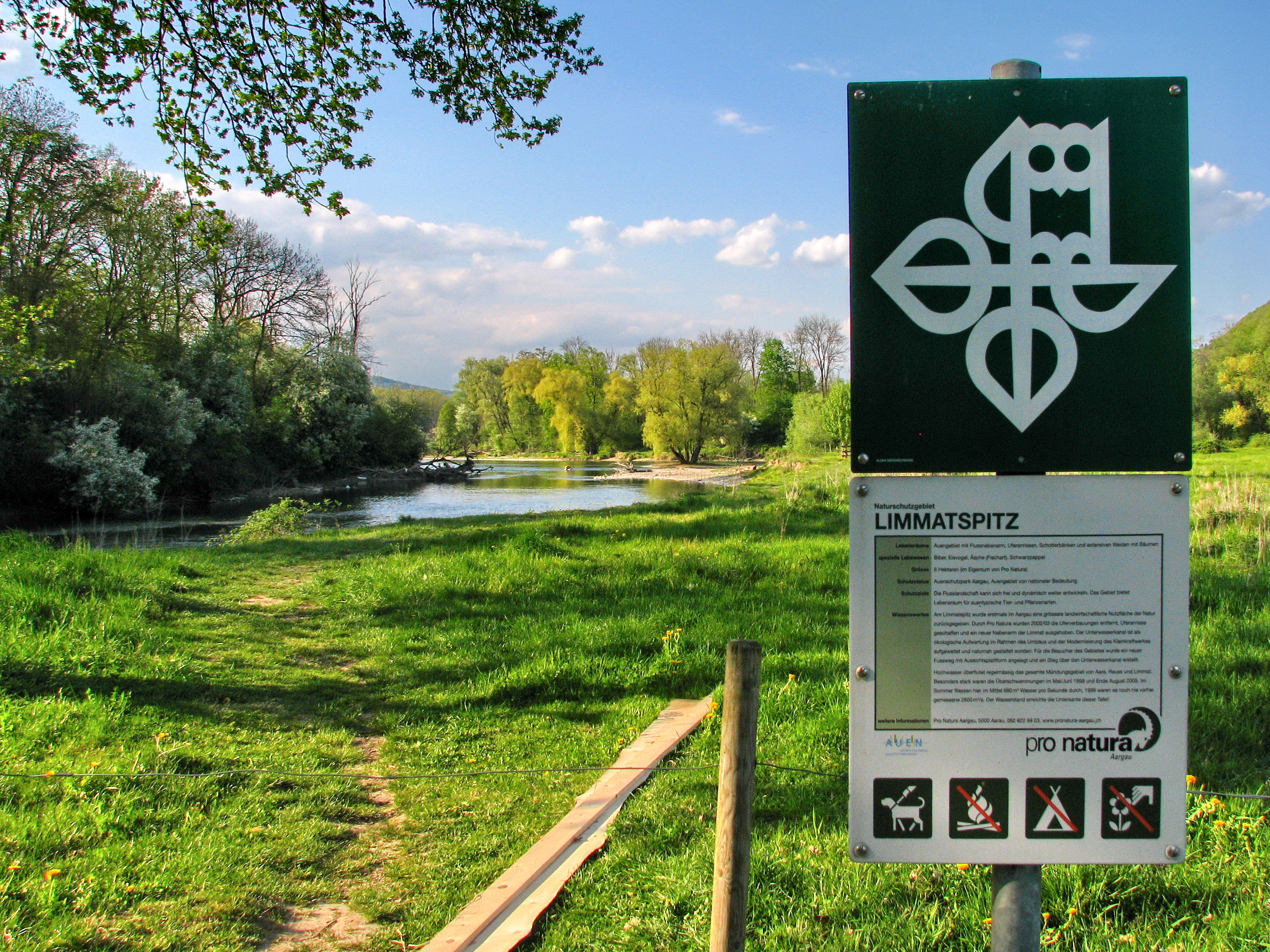
Das Naturschutzgebiet Limmatspitz von Pro Natura Aargau beim Zusammenfluss von Aare und Limmat (Wasserschloss der Schweiz)

### Aktuelle Kampagnen
- Ab 2022 passte Pro Natura ihre Kampagnenstruktur an. Ein wichtiger Schwerpunkt für die folgenden Jahre ist der Erhaltung der Biodiversität gewidmet. Die Artenvielfalt ist nach jüngeren Untersuchungen auch in der Schweiz gefährdet,[24] und die Biodiversitätskrise bedroht die Lebensgrundlage der Menschheit. Pro Natura setzt sich für die Sensibilisierung der Öffentlichkeit zu dieser Frage und den praktischen und politischen Naturschutz ein.

### Frühere Kampagnen
- Wildnis – mehr Freiraum für die Natur! (2020–2022)
Die Natur braucht auch in der stark zersiedelten Schweiz vom Menschen unberührte Gebiete in Form von kleiner oder grosser Reservate, ungenutzter Stellen im Siedlungsraum und von Rückzugsszonnen in den Alpen. Mit der Kampagne forderte Pro Natura, dass die Natur an solchen Stellen geschont werde.

- Gemeinsam gegen das Insektensterben (2019–2021)
Das Insektensterben ist eine Folge der intensiven Landwirtschaft mit dem starken Einsatz von Pflanzenschutzmitteln, eines Verlusts der Biotopvielfalt und der Lichtverschmutzung.[25] Im März 2019 lancierten Naturschutzverbände deshalb die zwei Initiativen «Für die Zukunft unserer Natur und Landschaft» (Biodiversitätsinitiative) und «Gegen die Verbauung unserer Landschaft» (Landschaftsinitiative).[26]

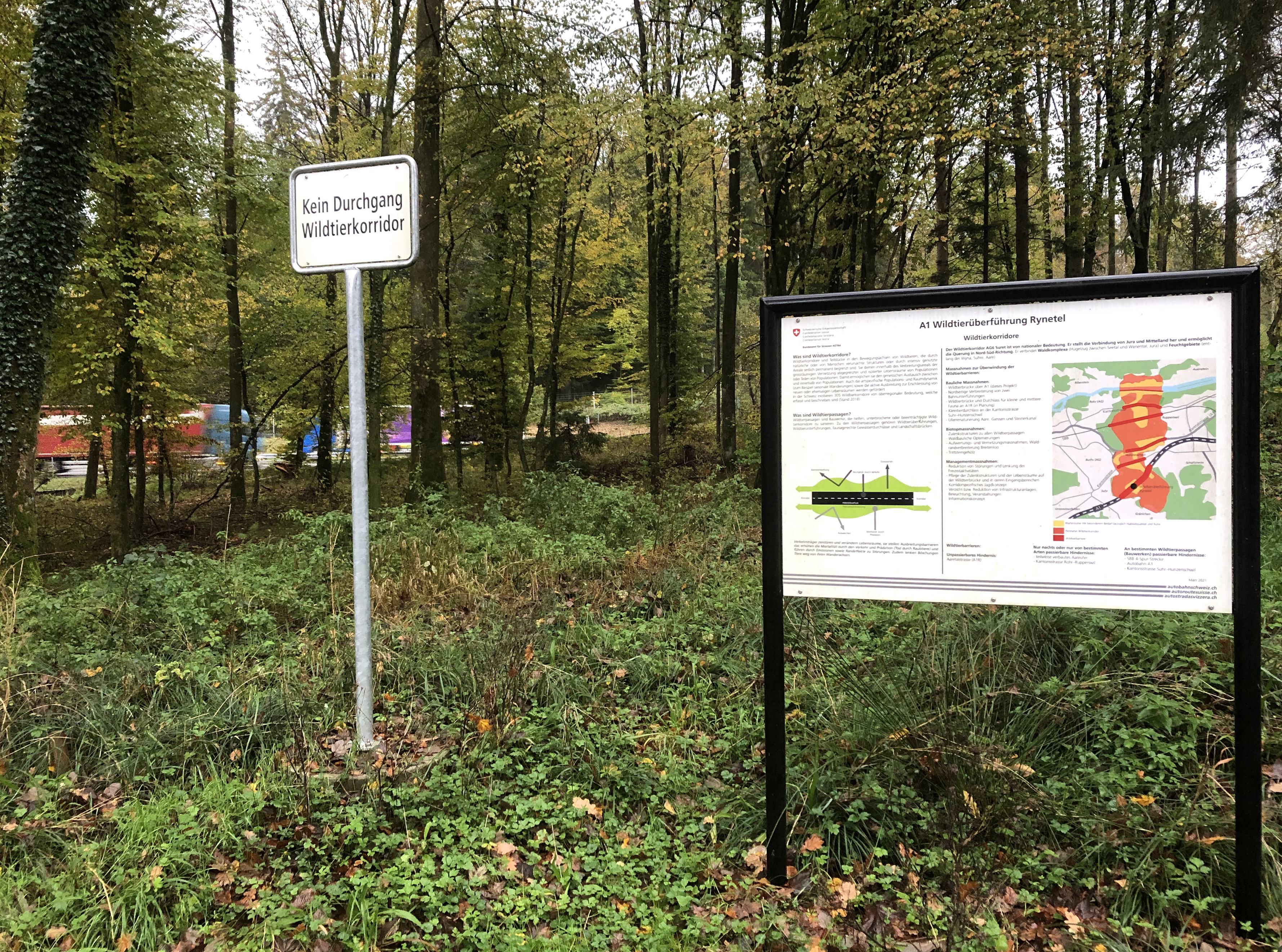
Wildtierüberführung «Rynetel» über die Autobahn A1 im Kanton Aargau

- Freie Bahn für Wildtiere (2017–2019)
Viele Wildtiere wandern über weite Strecken. Sie bewegen sich zwischen Schlafplätzen, Futterstellen und Rückzugsorten, zwischen Sommer- und Winterlebensräumen oder zu ihren Fortpflanzungsplätzen. Individuen ziehen weiter, um neue Gebiete zu besiedeln. Solche Wanderungen sind für den Erhalt der Arten zentral. Durch Strassen und Eisenbahnstrecken und andere Infrastrukturbauten sind viele Wildtierkorridore nicht mehr begehbar. Pro Natura forderte mit ihrer Kampagne «Freie Bahn für Wildtiere!», dass beeinträchtigte oder unterbrochene Wildtierkorridore wieder durchgängig werden. Beim Bau von Infrastrukturen müssen die Wanderwege der Wildtiere konsequent berücksichtigt werden, um ein weiteres Zerschneiden der Lebensräume zu vermeiden.[27]

- Keine Pestizide in unseren Gewässern (2016–2018)
Viele Fliessgewässer und auch das Grundwasser in der Schweiz sind mit Pestiziden stark belastet.[28][29] Die Verunreinigung durch Pestizide ist teilweise so hoch, dass sie für Wasserorganismen lebensbedrohlich sein kann. Auch für den Menschen bedeuten Pestizide eine Gefahr. Mit der Kampagne «Keine Pestizide in unseren Gewässern!» forderte Pro Natura eine deutliche Anwendungsreduktion solcher Mittel in der Landwirtschaft.[30]

- Flower Power – für farbenfrohe Blumenwiesen (2014–2016)
Blumenwiesen sind unter anderem Lebensräume für Schmetterlinge und Heuschrecken, fast die Hälfte aller Pflanzenarten der Schweiz kommen dort vor. Mit der Kampagne «Flower Power – für farbenfrohe Blumenwiesen» engagierte sich Pro Natura für artenreiche Wiesen in der Schweiz, die für viele spezialisierte Tier- und Pflanzenarten wichtig sind. Die Tier- und Pflanzenarten solcher Biotope erbringen bedeutende Leistungen für die Landwirtschaft und die Gesellschaft und die Blumenwiesen sind Teil einer attraktiven Landschaft.

- Mehr Weiher für Frosch & Co. (2013–2015)
Pro Natura wollte mit dieser Kampagne die Lebensbedingungen für Frösche, Kröten, Unken, Molche und Salamander verbessern. Neue Weiher und Tümpel sollten die Amphibienlaichplätze vermehren.[31]

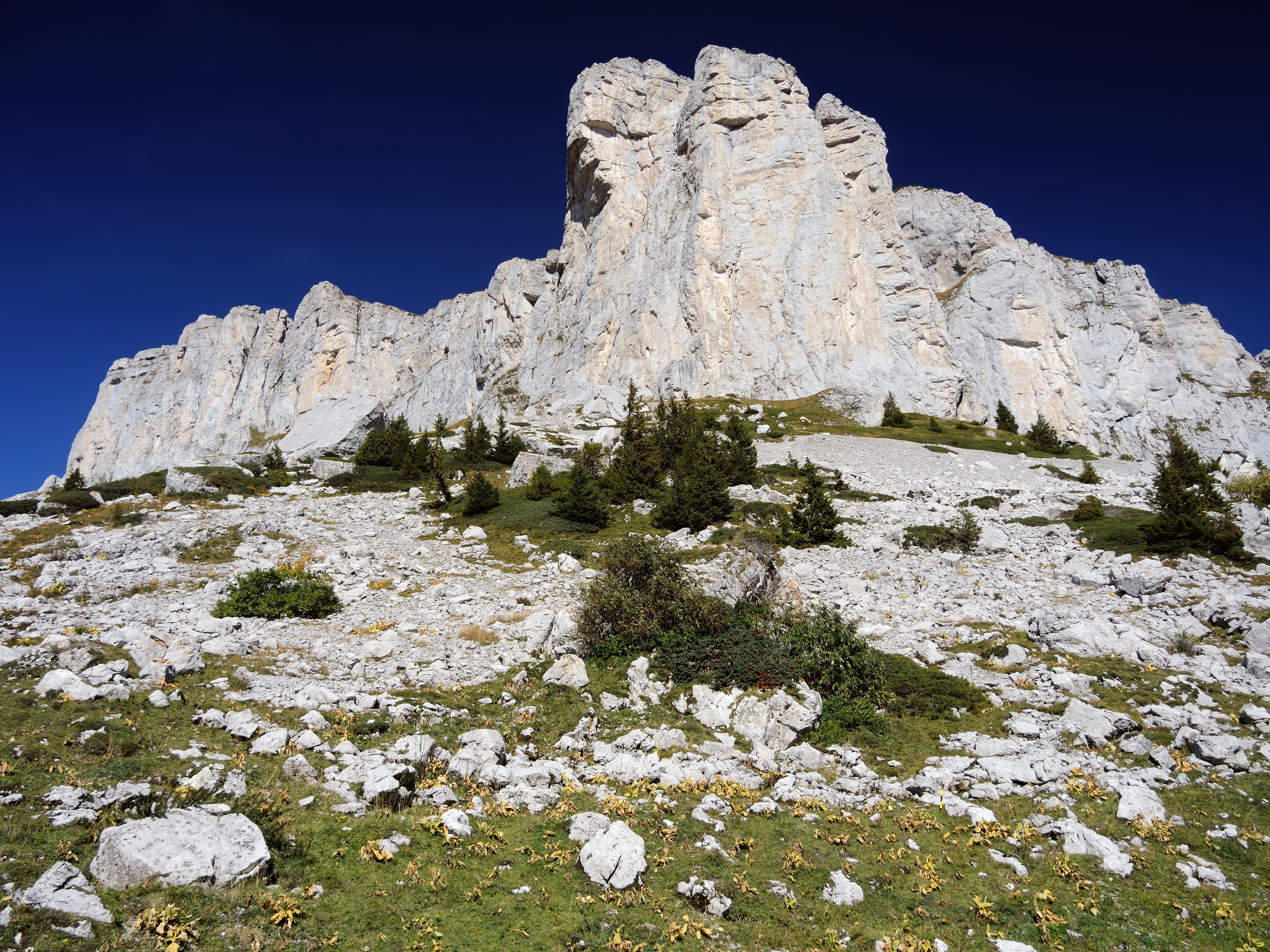
Schutzgebiet Tour d’Aï - Tour de Famelon im Kanton Waadt

- Landschaften fürs Leben (2011–2013)
Schöne Landschaften gelten als wertvolle Qualität der Schweiz. Um die Themen Raumplanung, Bodenverbrauch, Siedlungs- und Landschaftsqualität besser im Bewusstsein der Bevölkerung und der Politik zu verankern und für einen sorgfältigen Umgang mit dem Boden zu werben, lancierte Pro Natura 2011 die Kampagne «Landschaften fürs Leben».[32]

- Biodiversität – jede Art zählt! (2010–2012)
Mit dieser Kampagne versuchte Pro Natura, der Schweizer Bevölkerung die Bedeutung der Biodiversität verständlich und deren Bedrohung deutlich zu machen. Mit dem Projekt «Allegra Geissenpeter» zeigte Pro Natura mögliche Fördermassnahmen für Trockenstandorte. Auf einer eigens konstruierten «Arche der Biodiversität» erfuhr das Publikum, wie die Artenvielfalt erhalten werden kann.

- Gründen wir einen neuen Nationalpark! (2000–2010):[33]
Ziel der Kampagne war, bis 2010 einen neuen Nationalpark zu gründen und ein Netz grosser Schutzgebiete zu schaffen. Dafür wurden die gesetzlichen Grundlagen erarbeitet, und in ungefähr dreissig Regionen begannen Vorarbeiten für Parkprojekte. Aussichtsreiche Kandidaten waren der Parco del Locarnese im Gebiet zwischen Centovalli, Valle Onsernone, Rovana und Bavona, wo jedoch 2009 die Gemeinde Cevio die Mitarbeit am Vorhaben beendete[34] und der Adula-Nationalpark um das Rheinwaldhorn, der 2010  vom Bundesamt für Umwelt (BAFU) als Kandidat für einen weiteren Nationalpark genehmigt wurde, aber am Widerstand der lokalen Bevölkerung scheiterte.

- Befreit unsere Flüsse! (2006–2008)
In diesen Kampagnenjahren war das Ziel eine Erhöhung des Anteils an naturnahen Flüssen und Bächen. Pro Natura setzte sich auch dafür ein, dass das Gewässerschutzgesetz, welches minimale Restwassermengen in Fliessgewässern vorschreibt, nicht gelockert wird.

- Mehr Platz für Schmetterlinge (2003–2005)
Für die drei Kampagnenjahre hatte sich Pro Natura zum Ziel gesetzt, Lebensräume für bedrohte Schmetterlingsarten zu erhalten und zu fördern und das Wissen über Schmetterlinge in der Bevölkerung zu verbessern. Pro Natura bewahrte fünf stark bedrohte Schmetterlingsarten mit gezielten Nothilfe-Projekten vor dem Aussterben.

- Luchs & Co. (2000–2002)
Wildtiere wie der Luchs, der Wolf und der Bär sollten sich in der Schweiz wieder ausbreiten können. Die Kampagne diente dazu, in der Bevölkerung die Akzeptanz gegenüber grossen Beutegreifern zu verbessern.

### Volksinitiativen

Abstimmungsplakat zur Biodiversitätsinitiative

Landschaftsinitiative: Die unter der Federführung von Pro Natura 2007 lancierte eidgenössische Volksinitiative forderte, dass die Gesamtfläche der Bauzonen während 20 Jahren nicht vergrössert werden darf. Die Initiative wurde 2008 mit rund 110'000 gültigen Unterschriften von Pro Natura und 16 weiteren Organisationen eingereicht. Als Reaktion auf die Landschaftsinitiative formulierte das Bundesparlament das Raumplanungsgesetz griffiger. Zu grosse Bauzonen werden verkleinert, das Kulturland ist besser geschützt. Mehrwerte durch Einzonungen werden gerechter verteilt. Die Gemeinden müssen bei der Planung zusammenarbeiten, und bevor neues Bauland geschaffen wird, muss das bestehende besser genutzt werden. Das Schweizer Stimmvolk bestätigte das Gesetz am 3. März 2013 an der Urne mit 63 Prozent Ja deutlich. Pro Natura hatte bei der Landschaftsinitiative und bei der Abstimmung über das Raumplanungsgesetz die Führungsrolle.
Im März 2019 lancierte Pro Natura zusammen mit Partnerorganisationen die Biodiversitäts- und die Landschaftsinitiative. Beide Vorlagen wurden am 8. September 2022 bei der Bundeskanzlei eingereicht. Die Landschaftsinitiative wurde am 15. Februar 2024 zurückgezogen, weil mit dem Raumplanungsgesetz RPG 2 ein tragfähiger Gegenvorschlag zustande kam. Die Abstimmung zur eidgenössischen Volksinitiative «Für die Zukunft unserer Natur und Landschaft (Biodiversitätsinitiative)» fand am 22. September 2024 statt. Dabei wurde das Volksbegehren mit 63,03 Prozent Nein-Stimmen abgelehnt.

### Publikationen
- Schweizer Naturschutz. Zeitschrift des Schweizerischen Bundes für Naturschutz = Protection de la nature.
- Handbuch zur Betreuung der Schutzgebiete des SBN-Schweizerischer Bund für Naturschutz und seiner Kantonalen Sektionen. Basel 1988
- Robert Munz: Natur- und Heimatschutz als Aufgabe der Kantone. Eine Wegleitung zum schweizerischen Natur -und Heimatschutzrecht. Basel 1970.